# Bernd Tilner
Bernd Tilner (* 3. August 1959) ist ein ehemaliger deutscher Fußballtorwart.

## Karriere
Der junge Torhüter kam 1981 von den Amateuren des FC Schalke 04 zum Zweitligisten SG Wattenscheid 09, wo auch sein jüngerer Bruder Martin spielte, und war zunächst im Tor die Nummer 2 hinter dem erfahrenen Manfred Behrendt. In der Saison 1982/83 begann Tilner als Nr. 1 im Tor, nach sieben Niederlagen in den ersten sieben Saisonspielen wurde er jedoch wieder durch Behrendt ersetzt. Von 1981 bis 1983 kam Bernd Tilner auf 23 Einsätze in der 2. Bundesliga. Im Sommer 1983 wechselte er zum 1. FC Bocholt in die Oberliga Nordrhein. Mit der Mannschaft um Paul Holz und den jungen Torjäger Michael Tönnies wurde er 1983/84 Oberligameister und erreichte die Aufstiegsspiele zur 2. Bundesliga, in der Aufstiegsrunde scheiterte der Verein jedoch an Blau-Weiß 90 Berlin und dem FC St. Pauli.